# Koncert inaczej
Koncert inaczej – druga płyta Kasi Kowalskiej, będąca rejestracją 4 koncertów, które odbyły się: 17 czerwca 1995 w Warszawie, 17 września 1995 we Wrocławiu, 19 września 1995 w Toruniu i 21 września 1995 w Krakowie. Album został wydany 20 listopada 1995. Ukazał się też w edycji specjalnej, do której dodano singel "A to, co mam...".
Koncert inaczej osiągnął status podwójnie platynowej płyty.

## Spis utworów
1. „Intro” – 2:35
2. „Wyznanie” (muz. D. Howorus, K. Kowalska, sł. K. Kowalska) – 2:10
3. „Black Dog – Cukierek – Gemini” – 4:45 / „Black Dog” (muz. i sł. J. Page, R. Plant, J. P. Jones) / „Cukierek” (muz. W. Kuzyk, K. Kowalska, sł. K. Kowalska) / „Gemini” (muz. D. Howorus, K. Kowalska, sł. K. Kowalska)
4. „Kto może to dać” (muz. D. Howorus, K. Kowalska, sł. K. Kowalska) – 3:55
5. „Heart of green” (muz. R. Amirian, sł. R. Amirian) – 5:20
6. „Gdybyś kochał, hej! – Do złudzenia – Oto ja” – 6:25 / „Gdybyś kochał, hej!” (muz. T. Nalepa, sł. F. walicki) / „Do złudzenia” (muz. D. Howorus, K. Kowalska, sł. K. Kowalska) / „Oto ja” (muz. W. Kuzyk, J. Chilkiewicz, sł. K. Kowalska)
7. „Jak rzecz” (muz. D. Howorus, K. Kowalska, sł. K. Kowalska) – 4:40
8. „Doodlin'” (muz. i sł. H. Silver, J. Hendricks) – 7:10
9. „New York State of Mind” (muz. i sł. B. Joel) – 4:15
10. „My one and only love” (muz. i sł. G. Wood, R. Mellin) – 4:30
11. „Don’t Rain on My Parade” (muz. i sł. J. Styne, B. Merryll) – 2:20
12. „It's a Medley” – 11:45 / „I Got Planty O’Nuttin'” (muz. i sł. I. Gershwin, D. Heyward, G. Gershwin) / „My Man” (muz. i sł. W. Willemetz, G. Charles, I. Pollock, M. Yvain) / „Love for Sale” (muz. i sł. C. Porter) / „Cry Me a River” (muz. i sł. A. Hamilton) / „Night and Day” (muz. i sł. C. Porter) / „On a Clear Day” (muz. i sł. B. Lane, A. Jay Lerner) / „Somewhere” (muz. i sł. L. Bernstein, S. Sondheim)
13. „A to, co mam...” (muz. R. Amirian, sł. K. Kowalska) – 5:15
14. „I never loved a man” (muz. P. Shannon, sł. P. Shannon) – 5:50

## Listy przebojów
| 1995 | „A to, co mam...” | 1 | 2 |

## Teledyski
Źródło.
- „A to co mam...” (1995)

## Twórcy
Źródło.

### Skład podstawowy
- Kasia Kowalska – śpiew
- Wojciech Wójcicki – gitara elektryczna
- Jarosław Chilkiewicz – gitara elektryczna i akustyczna
- Wojciech Kuzyk – gitara basowa
- Sławomir Piwowar – instrumenty klawiszowe
- Krzysztof Patocki – perkusja

### Dodatkowi muzycy
- Andrzej Jagodziński – pianino i fortepian
- Adam Cegielski – kontrabas
- Piotr Biskupski – perkusja
- Henryk Miśkiewicz – saksofon altowy
- Grzegorz Piotrowski – saksofon tenorowy
- Waldemar Kurpiński – saksofon barytonowy
- Joachim Ziebura – saksofon barytonowy
- Tadeusz Janiak – trąbka
- Robert Majewski – trąbka
- Andrzej Rękas – puzon
- Michał Jarmuła – skrzypce
- Katarzyna Paciorkiewicz-Jarmuła – skrzypce
- Marcin Lewicki – skrzypce
- Sławomir Wronka – skrzypce
- Artur Rychlik – altówka
- Marcin Mierzejewski – altówka
- Anna Bukowska – wiolonczela

### Personel
- Produkcja muzyczna i aranżacje – Wiesław Pieregrólka
- Realizacja nagrań i mix w Izabelin Studio – Stanisław Bokowy
- Mastering – Julita Emanuiłow
- Zdjęcia na okładce – Jacek Poremba
- Zdjęcia – Jacek Poremba, Dariusz Kawka
- Projekt okładki – Katarzyna Mrożewska / Opracowanie – Studio Machina
- Produkcja – Izabelin Studio
- Nagłośnienie koncertów – Andrzej Puczyński, Artur Młotek, Marcin Koziuk, Jerzy Tomaszewski